# مازیار فلاحی
مازیار فلاحی (زادهٔ ۲۶ مهر ۱۳۵۳) خواننده، آهنگساز، نوازنده، ترانه‌سرا، تنظیم‌کننده، موسیقی پاپ ایرانی است.
او همچنین در مجموعهٔ قلب یخی (فصل سوم) و فیلم سینمایی یادم تو رو فراموش ایفای نقش کرده است. وی از سال ۱۳۹۹ به اوکراین مهاجرت کرد. او پس از آغاز جنگ اوکراین و روسیه به آلمان و سپس به کانادا رفته و هم‌اکنون به همراه خانواده‌اش در کانادا ساکن است.

## زندگی‌نامه
مازیار فلاحی متولد ۲۶ مهر ۱۳۵۳ در تهران است. وی به‌طور حرفه‌ای نوازندگی گیتار را از سال ۱۳۶۸ آغاز کرد. در سال ۱۳۷۱ در رشتهٔ مهندسی صنایع وارد دانشگاه شد و هم‌زمان در مرکز آموزش‌های هنری وزارت فرهنگ و ارشاد اسلامی دورهٔ کارگردانی سینما را در سال ۱۳۷۴ به پایان رساند. فیلم کوتاه «مطرود» اولین تجربهٔ کارگردانی او است. پس از آن در سال ۱۳۷۶ مجموعهٔ داستان‌های کوتاهش را با نام «کلاغ - پاییزکودکی» منتشر کرد. مازیار فلاحی در ۱۳ اردیبهشت ۱۳۹۶ و در نخستین روز نمایشگاه بین‌المللی کتاب، از کتاب ترانه‌های خود تحت عنوان «مجنون لیلی» رونمایی کرد.
فلاحی در سال ۱۳۸۰ به عضویت گروه کر دانشگاه تربیت مدرس به رهبری الیپس مسیحی درآمد. تئوری موسیقی، سلفژ، ارکستراسیون و موسیقی مکتوب را نزد حمیدرضا دیبازر به مدت ۶ سال فراگرفت. در همین حال به عضویت گروه کر بهمن به رهبری مهدی قاسمی درآمد. دروس آواز جمعی و تکنیک‌های آواز را نزد ناربه چولاکیان و شقایق الهیاری گذراند و گیتار کلاسیک را نزد فرزانه رجایی و آیلین ارجمند و نوازندگی پیانو را نزد علیرضا حشمتی افشار ادامه داد. در اسفند ۱۳۸۶ به دعوت قاسم جعفری آهنگ‌ها و ترانه‌های فیلم مجنون لیلی را نوشت که آغاز رسمی فعالیت خوانندگی وی در عرصهٔ سینما و موسیقی است.

## فعالیت‌های هنری
از جمله کارهای وی می‌توان به ساخت موسیقی متن، ترانه‌ها و خوانندگی فیلم‌های دو راه حل برای یک مسئله (به سفارش یونیسف)، مدرسه‌ای برای دیگران، نبش قلب، ققنوس (تلویزیون)، تیتراژ سریال لحظهٔ دیدار (شبکه جام جم)، فیلم‌های به‌دنبال خوشبختی، دلواپسی، بی‌ستاره، سرسپرده، تیتراژ فیلم سینمایی دختران، سریال قلب یخی، فیلم سینمایی پروانگی اشاره کرد. آلبوم «قلب یخی» اولین آلبوم رسمی موسیقی او است.
در آلبوم خاص که در سال ۱۳۹۰ منتشر شد مازیار فلاحی یک قطعه با نام لحظه‌ها دارد. مازیار در ۴ شهریور ۱۳۹۲ دومین آلبوم رسمی خودش با نام لعنت به من را روانه بازار کرد.
سومین آلبوم او نیز با نام ماه هفتم در ۲۳ مهر ۱۳۹۳ منتشر شد.
مازیار فلاحی در تازه‌ترین تجربهٔ سینمایی خود با «یادم تو رو فراموش» به کارگردانی «علی عطشانی» موفق به کسب جایزهٔ بهترین بازیگر نقش مکمل مرد و بهترین آهنگسازی از جشنوارهٔ بین‌المللی فیلم ویند آمریکا شد.
جدیدترین و چهارمین آلبوم موسیقی مازیار فلاحی با عنوان یادم تو را فراموش در تاریخ ۷ شهریور ۱۳۹۶ به بازار موسیقی ایران عرضه شد.

### تورهای کنسرت
بار دیگر مازیار فلاحی هنرمند محبوب ایرانی صدای عاشقانه‌هایش را به خارج مرزهای ایران رساند. این خواننده که اجراهای متعددی همچون کنسرت‌هایی در دبی و کانادا در سال ۲۰۱۳ را در خارج از ایران تجربه کرده است در سوم مهر سال ۱۳۹۴ تور اروپایی خود را در شهرهای مالمو آغاز کرد و در شهرهایی همچون استکهلم، کلن، لندن، اسلو، منچستر و فرانکفورت, کانادا , امریکا به روی صحنه رفت.

### شایعات و حاشیه‌ها
مازیار فلاحی در سال ۱۳۹۲ در صدر فهرست ثروتمندترین خواننده‌های ایرانی قرار گرفت.
به دنبال حواشی و شایعه‌پراکنی‌های سال ۱۳۹۴ مبنی بر ممنوع از کار بودن او و تنی چند از سایر فعّالان موسیقی ایران، مازیار در صفحهٔ شخصی اینستاگرام خود این شایعه را رسماً تکذیب کرد.

### اعضای گروه
AVA Promotion، مدیر برنامه
نوید اسکندر، کیبورد و پیانو
آشور ظفرمرادیان، درامز
بابک ایمانی، ویولن
پژمان فرهمند، پرکاشن
محمد بیانی مهر، گیتار
ایمن خراسانی، گیتار الکتریک
مسعود مبینی، گیتار باس

## مهاجرت
فلاحی پس از چند سال غیبت، در سال ۱۴۰۰ در شبکه منوتو حضور پیدا کرد و به نوعی خبر از مهاجرت خود داد.

## موسیقی فیلم
- مجنون لیلی (فیلم سینمایی)
- پروانگی (فیلم سینمایی)
- دلواپسی (فیلم سینمایی)
- به دنبال خوشبختی (فیلم سینمایی)
- اسب سفید پادشاه (فیلم سینمایی)
- یادم تو رو فراموش (فیلم سینمایی)
- جاودانگی (مجموعهٔ تلویزیونی)
- یلدا (مجموعهٔ تلویزیونی)
- قلب یخی (سریال نمایش خانگی)
- هفت‌سنگ (مجموعه تلویزیونی)
- نبش قلب (فیلم سینمایی)
- مینو (مجموعهٔ تلویزیونی)

## بازیگری
- قلب یخی (فصل سوم) (سریال نمایش خانگی) (سامان مقدم - ۱۳۹۱)[۱۲]
- یادم تو رو فراموش (فیلم سینمایی) (علی عطشانی - ۱۳۹۵)[۱۳]

## ترانه‌شناسی

### آلبوم‌ها[۱۴]
- قلب یخی ۱۳۹۰

| شماره قطعه | نام ترانه         | ترانه‌ سرا    | آهنگساز      | تنظیم کننده  |
| ---------- | ----------------- | ------------ | ------------ | ------------ |
| ۱          | دروغه             | مازیار فلاحی | مازیار فلاحی | مازیار فلاحی |
| ۲          | رویای واقعی       | مازیار فلاحی | مازیار فلاحی | پوریا احمدی  |
| ۳          | خداحافظ           | امین بامشاد  | مازیار فلاحی | مازیار فلاحی |
| ۴          | ۱۰:۳۰             | مازیار فلاحی | مازیار فلاحی | رامین مظاهری |
| ۵          | عادت عاشقی        | مازیار فلاحی | مازیار فلاحی | مازیار فلاحی |
| ۶          | دل تنها           | امین بامشاد  | مازیار فلاحی | پوریا احمدی  |
| ۷          | فرض محال (ریمیکس) | مازیار فلاحی | مازیار فلاحی | پوریا احمدی  |
| ۸          | گریه              | مازیار فلاحی | مازیار فلاحی | مازیار فلاحی |
| ۹          | بانوی خیال        | مازیار فلاحی | مازیار فلاحی | مازیار فلاحی |
| ۱۰         | طوقی              | مازیار فلاحی | مازیار فلاحی | مازیار فلاحی |
| ۱۱         | قلب یخی           | مازیار فلاحی | مازیار فلاحی | پوریا احمدی  |
| ۱۲         | فرض محال          | مازیار فلاحی | مازیار فلاحی | مازیار فلاحی |
| ۱۳         | عمق احساس         | مازیار فلاحی | مازیار فلاحی | مازیار فلاحی |

- لعنت به من ۱۳۹۲

لعنت به من نام دومین آلبوم رسمی مازیار فلاحی است که در چهارم شهریور ۱۳۹۲ منتشر شد.
نوازندگان این اثر مازیار فلاحی، میلاد نودست، سیاوش امامی، امیر توسلی، داوود جعفری، ناصر پورالحسنی، پژمان فرهمند، بابک ایمانی، مهدی جوانبخت، کاوه تسعیری و مهرداد عالمی هستند. ترانه‌ها را نیز مازیار فلاحی، امین بامشاد، یاحا کاشانی و میلاد نودست سروده شده‌اند.
| شماره قطعه | نام ترانه                        | ترانه‌ سرا                  | آهنگساز      | تنظیم کننده  |
| ---------- | -------------------------------- | -------------------------- | ------------ | ------------ |
| ۱          | قربون مست نگاهت                  | مازیار فلاحی               | مازیار فلاحی | امیر توسلی   |
| ۲          | عاشقونه                          | امین بامشاد                | مازیار فلاحی | امیر توسلی   |
| ۳          | مترسک                            | مازیار فلاحی               | مازیار فلاحی | امیر توسلی   |
| ۴          | عکس یادگاری                      | یاحا کاشانی                | مازیار فلاحی | امیر توسلی   |
| ۵          | یه روز صافی یه روز ابری          | مازیار فلاحی               | مازیار فلاحی | امیر توسلی   |
| ۶          | بدرقه                            | مازیار فلاحی               | مازیار فلاحی | امیر توسلی   |
| ۷          | آخرین نفس                        | مازیار فلاحی - امین بامشاد | مازیار فلاحی | امیر توسلی   |
| ۸          | برای باران                       | مازیار فللاحی              | مازیار فلاحی | امیر توسلی   |
| ۹          | خوشبختی                          | میلاد نودست - امین بامشاد  | میلاد نودست  | امیر توسلی   |
| ۱۰         | لعنت به من                       | مازیار فلاحی               | مازیار فلاحی | امیر توسلی   |
| ۱۱         | مقصر                             | مازیار فلاحی               | مازیار فلاحی | امیر توسلی   |
| ۱۲         | یلدا                             | مازیار فلاحی               | مازیار فلاحی | امیر توسلی   |
| ۱۳         | هوات خوبه                        | مازیار فلاحی               | مازیار فلاحی | نوید اسکندر  |
| ۱۴         | پدر                              | یاحا کاشانی                | مازیار فلاحی | مازیار فلاحی |
| ۱۵         | یه روز صافی یه روز ابری (ریمیکس) | مازیار فلاحی               | مازیار فلاحی | امیر توسلی   |

- ماه هفتم ۱۳۹۳

| شماره قطعه | نام ترانه                | ترانه‌سرا                   | آهنگساز      | تنظیم کننده |
| ---------- | ------------------------ | -------------------------- | ------------ | ----------- |
| ۱          | سرگردون                  | یاحا کاشانی                | شهاب اکبری   | شهاب اکبری  |
| ۲          | طاقت غم                  | مازیار فلاحی - زهره زمانی  | میلاد ترابی  | میلاد ترابی |
| ۳          | عروسک                    | مازیار فلاحی               | شهاب اکبری   | رضا پوررضوی |
| ۴          | تمام دنیام               | مازیار فلاحی               | مازیار فلاحی | رضا پوررضوی |
| ۵          | ماه هفتم                 | مازیار فلاحی               | کوشان حداد   | کوشان حداد  |
| ۶          | گندم                     | زهره زمانی - مهدی کرباسیان | شهاب اکبری   | رضا پوررضوی |
| ۷          | ازت متشکرم               | یاحا کاشانی                | نوید اسکندر  | آرش پاکزاد  |
| ۸          | با گریه میخندم           | زهره زمانی                 | کوشان حداد   | کوشان حداد  |
| ۹          | شونه های بی لباس         | مازیار فلاحی               | مازیار فلاحی | رضا پوررضوی |
| ۱۰         | قدم هاتو یکم آهسته بردار | یاحا کاشانی                | مازیار فلاحی | رضا پوررضوی |
| ۱۱         | من نمی دونم              | مازیار فلاحی               | نوید اسکندر  | رضا پوررضوی |

- یادم تو را فراموش ۱۳۹۶

| شماره قطعه | نام ترانه             | ترانه‌ سرا                  | آهنگساز        | تنظیم کننده   |
| ---------- | --------------------- | -------------------------- | -------------- | ------------- |
| ۱          | استرس                 | مازیار فلاحی - یاحا کاشانی | مازیار فلاحی   | امیر جمال فرد |
| ۲          | دیوونه                | حسین عبداللهی              | رامین عبداللهی | نوید اسکندر   |
| ۳          | عشق تو صدام           | علی ثابت قدم               | مازیار فلاحی   | امیر جمال فرد |
| ۴          | قسم                   | مازیار فلاحی               | مازیار فلاحی   | نوید اسکندر   |
| ۵          | ممنونم                | علی ثابت قدم               | امیر جمال فرد  | امیر جمال فرد |
| ۶          | ای جونم               | نیما ایمانی                | مازیار فلاحی   | مازیار فلاحی  |
| ۷          | طهرون                 | فرناز عباسی                | مازیار فلاحی   | مازیار فلاحی  |
| ۸          | دلم تنگته             | مازیار فلاحی               | مازیار فلاحی   | مازیار فلاحی  |
| ۹          | دست بزن               | علی ثابت قدم               | مازیار فلاحی   | امیر جمال فرد |
| ۱۰         | ناردون                | مازیار فلاحی               | مازیار فلاحی   | مازیار فلاحی  |
| ۱۱         | حواست به منه (ریمیکس) | علی ثابت قدم               | مازیار فلاحی   | امیر جمال فرد |
| ۱۲         | یادم تورا فراموش      | مازیار فلاحی               | مازیار فلاحی   | مازیار فلاحی  |

نوازندگان این اثر مازیار فلاحی، بابک ریاحی پور، آشور ظفرمرادیان، داوود جعفری، مسعود مبینی، فیروز ویسانلو، بابک ایمانی، مهدی جوانبخت و نوید اسکندر هستند.

### تک‌آهنگ‌ها[۱۶]
| نام ترانه                           | ترانه‌سرا                   | آهنگساز                      | تنظیم          |
| ----------------------------------- | -------------------------- | ---------------------------- | -------------- |
| عشقم                                | مازیار فلاحی               | مازیار فلاحی                 | افشین آرام     |
| یکی درمیون                          | میترا مهری پور             | مازیار فلاحی                 | افشین آرام     |
| ساقیا                               | مازیار فلاحی               | مازیار فلاحی                 | افشین آرام     |
| آرایش                               | مازیار فلاحی               | مازیار فلاحی                 | افشین آرام     |
| لحظه‌ها                              | مازیار فلاحی               | مازیار فلاحی                 | رامین مظاهری   |
| لیلا                                | یاحا کاشانی                | مازیار فلاحی                 | امیر توسلی     |
| مهمون من باش (با محمدرضا علیمردانی) | یاحا کاشانی                | مازیار فلاحی                 | آرش صدا        |
| تیم عاشق                            | مازیار فلاحی               | مازیار فلاحی                 | مازیار فلاحی   |
| ازت متشکرم                          | یاحا کاشانی                | مازیار فلاحی                 | نوید اسکندر    |
| تاب گیسو                            | مازیار فلاحی               | مازیار فلاحی                 | مازیار فلاحی   |
| تگرگ (با میثم ابراهیمی)             | مهرزاد امیرخانی            | پازل بند                     | پازل بند       |
| نفرین به تو                         | علی ثابت قدم               | سینا پارسیان                 | نوید اسکندر    |
| بی‌قرار                              | علی ثابت قدم               | سینا پارسیان                 | نوید اسکندر    |
| روزای بی‌تو                          | علی ثابت قدم               | لاتین موزیک                  | میلاد بهشتی    |
| می‌رسم به تو                         | علی ثابت قدم               | مازیار فلاحی                 | میلاد بهشتی    |
| موج (با علی ثابت قدم)               | علی ثابت قدم               | مازیار فلاحی                 | میلاد بهشتی    |
| تیغ عشق                             | مازیار فلاحی               | مازیار فلاحی                 | نوید اسکندر    |
| دلم تنگته                           | مازیار فلاحی               | مازیار فلاحی                 | مازیار فلاحی   |
| حواست به منه                        | علی ثابت قدم               | مازیار فلاحی                 | نوید اسکندر    |
| دست بزن                             | علی ثابت قدم               | مازیار فلاحی                 | امیر جمال‌فرد   |
| عشق تو صدام                         | علی ثابت قدم               | مازیار فلاحی                 | امیر جمال‌فرد   |
| بگو برو                             | علی ثابت قدم، مازیار فلاحی | مازیار فلاحی                 | امیر جمال‌فرد   |
| رو تو حساسم                         | حمیدرضا یوسفی              | حامد برادران                 | حامد برادران   |
| تو فقط باش                          | صدیقه ابوی                 | مازیار فلاحی                 | نوید اسکندر    |
| حتی اگه پیرم بشی                    | یاحا کاشانی                | انوشیروان تقوی، مازیار فلاحی | انوشیروان تقوی |
| نازنین                              | محمدمهدی علی‌نژاد           | فرامرز نصیری                 | بهرنگ قدرتی    |
| چهار صبح                            | مازیار فلاحی               | امیر جمال‌فرد                 | امیر جمال‌فرد   |
| هوای شیراز                          | مازیار فلاحی               | مازیار فلاحی                 | هیربد حسینی    |
| شام آزادی                           | مهدی موسوی                 | مازیار فلاحی                 | خشایار بندار   |

## آهنگسازی برای دیگران
| خواننده       | نام ترانه     | ترانه‌سرا     | آهنگساز      | تنظیم          |
| ------------- | ------------- | ------------ | ------------ | -------------- |
| غلام کویتی‌پور | موج           | حسین غیاثی   | مازیار فلاحی | فرزین قره گزلو |
| پیام صالحی    | چشمامو می‌بندم | یاحا کاشانی  | مازیار فلاحی | شهاب اکبری     |
| میثم ابراهیمی | چهاردیواری    | علی ثابت قدم | مازیار فلاحی | مازیار فلاحی   |
| یاسر داودیان  | گلایه         | مازیار فلاحی | مازیار فلاحی | امیر علیزاده   |